# KV14
KV14 무덤은 이집트 왕가의 계곡에 위치한 무덤으로, 원래 이집트 제19왕조의 왕비였던 토스레트의 무덤으로 사용되고, 이후 세트나크트의 무덤으로 활용되어 확장 공사를 거쳤다.
일찍이 고대부터 외부에 노출되어 있었으며 프랑스 이집트학자 장프랑수아 샹폴리옹이 기록하였다. 하지만 제대로 된 조사는 이루어지지 않다가 1983년부터 1987년까지 하르트비크 알텐뮐러가 조사 보고서를 발간하였다.

## 구조
이집트 룩소르의 나일강 서안에 위치한 테베 네크로폴리스의 왕들의 계곡 중앙부에 위치해 있다. 두 개의 매장실을 두고 있으며 총길이는 112m 이상에 달한다. 무덤 내부의 장식은 제19왕조 대의 전통 양식을 따랐으나 만듦새 면에서는 람세스 왕조 말기의 혼란상을 드러내고 있다.
원래는 세티 2세가 아내 토스레트의 무덤으로 조성한 것으로 처음 새겨진 장식에 세티 2세의 카르투슈가 확인된다. 그러다가 세티 2세가 세상을 떠나고 왕비가 여성 파라오로서 단독 통치하게 되자 무덤에 새겨진 이름을 자신의 것으로 바꾸어 완성되도록 하였다.
이후 이집트 제20왕조 대에 이르러 남성 파라오였던 세트나크트가 자신의 목적으로 더불어 활용하기 위해 기존의 장식을 지우고 다른 장식으로 대체하였다. 또 테베 계곡을 한층 더 파고들어가 두번째 복도와 매장실을 조성하였으나 벽화 작업은 거의 이루어지지 않았다. 이는 세트나크트 본인의 통치 기간이 짧았기 때문으로, 매장실에 자신의 거대한 석관만을 안치한 채 미완성으로 남기게 되었다.

## 참고 문헌
- Carl Nicholas Reeves & Richard H. Wilkinson (1996). 《The Complete Valley of the Kings, Tombs and Treasures of Egypt's Greatest Pharaohs》 (영어). Londres: Thames and Hudson. 224쪽. ISBN 0-500-05080-5. ;
- Alberto Siliotti (1996). 《Guide to the Valley of the Kings and to the Theban Necropolises and Temples》. Le Caire: A.A. Gaddis..